# Parathyma amhara
Parathyma amhara är en fjärilsart som beskrevs av Druce 1873. Parathyma amhara ingår i släktet Parathyma och familjen praktfjärilar. Inga underarter finns listade i Catalogue of Life.